# Idriss Arnaoud Ali
 (février 2015).
Si vous disposez d'ouvrages ou d'articles de référence ou si vous connaissez des sites web de qualité traitant du thème abordé ici, merci de compléter l'article en donnant les références utiles à sa vérifiabilité et en les liant à la section « Notes et références ».
Idriss Arnaoud Ali (né le 25 décembre 1945 à Ali Sabieh, et décédé le 12 février 2015 à Nairobi) est un homme politique djiboutien. Il fut président de l'Assemblée nationale de Djibouti de 2003 à 2015 et secrétaire général du Rassemblement populaire pour le progrès (RPP) de 2003 à 2012.

## Biographie
Idriss Arnaoud Ali est né à Ali Sabieh (alors en Côte française des Somalis) en 1945. Au début des années 1980, il travaille à la compagnie aérienne Air Djibouti.
Le 1er avril 1985, il devient directeur général adjoint de l'Assemblée nationale, puis directeur général du 25 avril 1986 au 31 janvier 1991. Il est ensuite conseiller technique auprès du ministre de l'éducation nationale jusqu'en 1997. Il est alors élu à l'Assemblée nationale, puis devient le président de sa commission permanente et membre de la commission de défense. À l’élection de 2003, Idriss Arnaoud est réélu en quatrième position sur la liste de l'Union pour la majorité présidentielle (UMP) du district de Djibouti.
Il est élu président de l'Assemblée nationale de Djibouti le 21 janvier 2003 et réélu secrétaire général du bureau exécutif du RPP le 3 juillet 2003.
Cinq ans plus tard, Idriss Arnaoud est réélu en deuxième position sur la liste des candidats de l'UMP du district de Djibouti et président de l'Assemblée nationale le 20 février 2008.En septembre 2012, Il est remplacé au poste de secrétaire général du RPP par Ilyas Moussa Dawaleh.
Le 18 mars 2013, encore réélu à l'Assemblée, il est le seul candidat au poste de président. Il est élu avec 54 voix sur 55 présents. Les dix députés de l'opposition sont absents lors de ce vote.